# ماریو گاراواگلیا
 ماریو گاراواگلیا (اسپانیایی: Mario Garavaglia‎؛ زاده ۱۹ مارس ۱۹۳۷) یک فیزیک‌دان اهل آرژانتین است.